# 3-2-1
3-2-1 (Three-Two-One) fue un programa de televisión británico producido por Yorkshire Television y emitido a través de ITV entre el 29 de julio de 1978 y el 24 de diciembre de 1988, presentado por Ted Rogers. Se trata de la adaptación británica del popular programa español Un, dos, tres... responda otra vez. La primera temporada, que se pensó únicamente como programa veraniego, alcanzó picos de audiencia en Reino Unido de 16 millones y medio de espectadores, y a lo largo de sus diez años de emisión jamás bajó de 12 millones de espectadores. Poseía una mascota que representaba al peor regalo, un cubo de basura llamado Dusty Bin (Cubo Polvoriento). Su presentador, Ted Rogers, se convirtió en una estrella en Reino Unido gracias al programa. Se hizo famoso un gesto que hacía moviendo rápidamente los dedos cuando daba el saludo inicial diciendo "bienvenidos a 3-2-1", gesto que años más tarde sería copiado por Miriam Díaz Aroca cuando se convirtió en presentadora del programa español. Como con el resto de adaptaciones internacionales de Un, dos, tres... responda otra vez, contó con la supervisión de los guiones por parte de Narciso Ibáñez Serrador, que se desplazaba de forma regular a Londres para enviar guiones que después eran adaptados a la realidad británica.

## Formato
Siguiendo el original español, el programa estaba protagonizado por tres parejas de concursantes de chico y chica, que debían sobrevivir a lo largo de tres fases eliminatorias. Cada programa tenía un tema concreto, en torno al cual aparecía una versión disfrazada de Dusty Bin y se construía un decorado temático, decorado que se suprimió en la última etapa.

### Primera fase: 1000 to 1 Quiz (Cuestionario de 1000 a 1)
En la primera fase, las tres parejas tenían la oportunidad de ganar hasta 1000 libras. En las dos primeras etapas, se seguía prácticamente el mismo reglamento que el concurso original español, con el presentador formulando una pregunta de respuesta múltiple y los concursantes dando respuestas de forma alternativa. Igual que en el original, se paraba el tiempo si cometían un error o repetían una respuesta, pero la diferencia con el original español la marcaba que también se detenía el reloj al llegar al máximo de diez respuestas, más allá del cual ya no podían seguir. Un grupo de comediantes en nombre de un "juez" que se escondía tras una puerta cerrada, se encargaría de tocar campanas y bocinas cuando el juez les mandara un mensaje a través de una pantalla luminosa con los rótulos "Tiempo", "Repetición", "Error" o "Bien hecho", que se iluminarían según correspondiera. Esto era una adaptación de la "parte negativa" del concurso original español, ya que los comediantes solían contar chistes muy malos cuando los concursantes fallaban, haciendo sufrir al presentador. La pareja con más dinero se convertían en campeones y volvían a la semana siguiente, y las otras dos parejas pasaban a la eliminatoria.
A partir de la tercera etapa, se produjeron cambios en el reglamento, suprimiendo al juez y los comediantes. El presentador daba un tema, y después decía una serie de  diez palabras una por una, y los concursantes debían contestar de forma alternativa con la palabra asociada al tema en cuestión. Por ejemplo si el tema era "Capitales y Países", si el presentador decía la capital "Londres", ellos debían contestar "Reino Unido", y si después decía "Dublín", ellos debían contestar "Irlanda", y así sucesivamente. En esta ocasión podían fallar o pasar respuesta y no se detenía el tiempo, aunque tampoco podían volver atrás para recuperar la palabra fallada una vez concluyeran las diez palabras correspondiente.
Había tres rondas de dificultad ascendente, y el tiempo máximo era de 30 segundos. El nombre de esta fase, "De 1.000 a 1", viene porque la primera pregunta estaba valorada en 1 libra por respuesta correcta. Las siguientes rondas estaban valoradas en lo ganado en la ronda anterior. De esta forma, las parejas de concursantes podían ganar hasta un máximo de 1.000 libras si daban las diez respuestas máximas en cada una de las tres rondas. Si no lo conseguían, como en el original español, la segunda ronda multiplicaría las respuestas por lo ganado en la primera, y lo mismo en la tercera ronda.
En las dos primeras temporadas, al igual que en el original español, la pareja con más dinero se convertían en campeones y volvían la semana siguiente, y las otras dos parejas pasaban a la siguiente fase, pero después se cambió esto, eliminando directamente a la pareja que ganara menos dinero y pasando a las dos con más dinero adelante. En la última temporada, se cambió por completo la primera fase, transformándola en un juego clásico de preguntas de cultura general con pulsador ganando dinero con cada respuesta correcta.

### Segunda fase: Eliminatoria
La segunda fase eliminatoria cambió a lo largo de los años. En las dos primeras temporadas, los concursantes veían una escena cómica en el decorado relacionada con el tema del programa. Después había que hacer una prueba física relacionada con el tema, y a la vez contestar una serie de preguntas relacionadas con lo que habían visto u oído en la escena cómica. Lo hacían en dos turnos de 30 segundos. En el primer turno, los chicos contestaban y las chicas daban respuestas, y en el segundo turno se intercambiaban. La prueba física daría una serie de puntos a cada pareja, y también tendrían un punto más por cada respuesta correcta. La pareja con más puntos sería la ganadora y pasaría a la tercera parte, mientras que la otra quedaría eliminada. En la tercera etapa, se cambió la prueba física por un videojuego tipo Breakout.
A partir de la cuarta etapa y hasta el final del concurso, en la segunda parte comenzaba directamente la llegada de regalos a la mesa, con dos parejas que verían llegar los tres primeros regalos. Las dos parejas debían ponerse de acuerdo para dejar el primer regalo, y después se les hacía una pregunta de tipo pulsador. Quien la contestara primero se quedaría en la mesa, y la otra pareja quedaría eliminada.

### Tercera fase: Actuaciones y pistas
Se trata de la fase más fiel al formato original español, allí conocido como La subasta. El presentador y la pareja ganadora de la eliminatoria se colocaban en una mesa a la cual iban llegando objetos procedentes de las distintas actuaciones, números musicales y sketches cómicos. Tenía la particularidad de que eran los propios artistas los que llevaban el regalo a la mesa y leían una pista en una tarjeta asociada al objeto que traían, pista que siempre consistía en una estrofa de cuatro o más versos. Cuando había tres regalos en la mesa, los concursantes debían descartar uno de ellos. Y entonces el presentador leía de nuevo la estrofa y a continuación el texto, ya en prosa, que explicaba su significado y anunciaba el premio que habían perdido. Así se seguía hasta que quedaban los tres últimos regalos y los concursantes decidían con cual se quedaban. Siempre habría un total de seis regalos a lo largo de la subasta. Las pistas eran muy famosas y bastante criticadas entre el público británico por ser demasiado crípticas y no guardar en ocasiones relación con el regalo final. 
En las primeras etapas había dos regalos obligatorios, inspirándose en el original español. El mejor regalo era un coche, y el peor regalo era la mascota del programa, un cubo de basura llamado Dusty Bin. Los demás regalos siempre serían buenos premios (únicamente Dusty Bin se mantenía como mal regalo), aunque unos regalos serían mejores que otros. Posteriormente, se suprimió la obligatoriedad del coche, aunque se mantuvo el hecho de que Dusty Bin fuera el único regalo malo que apareciera en el programa.

## Historia

### Temporadas
| Temporada | Fecha de inicio         | Fecha de cierre         | Nº de entregas |
| --------- | ----------------------- | ----------------------- | -------------- |
| 1         | 29 de julio de 1978     | 20 de octubre de 1978   | 13             |
| 2         | 26 de octubre de 1979   | 25 de enero de 1980     | 13             |
| 3         | 3 de enero de 1981      | 4 de abril de 1981      | 14             |
| 4         | 30 de enero de 1982     | 1 de mayo de 1982       | 14             |
| 5         | 29 de enero de 1983     | 14 de mayo de 1983      | 14             |
| 6         | 3 de diciembre de 1983  | 17 de marzo de 1984     | 15             |
| 7         | 1 de septiembre de 1984 | 15 de diciembre de 1984 | 16             |
| 8         | 31 de agosto de 1985    | 14 de diciembre de 1985 | 16             |
| 9         | 30 de agosto de 1986    | 15 de noviembre de 1986 | 12             |
| 10        | 5 de septiembre de 1987 | 14 de noviembre de 1987 | 11             |

### Especiales
| Fecha                        | Tema                  |
| ---------------------------- | --------------------- |
| 27 de enero de 1979 (*)      | Especial navideño     |
| 25 de diciembre de 1979      | Especial navideño     |
| 5 de abril de 1980           | Especial de Pascua    |
| 25 de diciembre de 1980      | Especial navideño     |
| 2 de enero de 1982           | Especial de Año Nuevo |
| 25 de diciembre de 1982      | Especial navideño     |
| 24 de diciembre de 1983      | Especial navideño     |
| 22 de diciembre de 1984      | Especial navideño     |
| 21 de diciembre de 1985      | Especial navideño     |
| 21 de diciembre de 1986      | Especial navideño     |
| 19 de diciembre de 1987      | Especial navideño     |
| 3 de septiembre de 1988 (**) | Especial Olímpico     |
| 24 de diciembre de 1988      | Especial navideño     |

- (*) - Este especial fue postpuesto del 26 de diciembre de 1978 al 27 de enero de 1979 por una huelga en Yorkshire Television que dejó sin emisión a la compañía e impidió la retransmisión de ninguno de sus programas

- (**) - Esta edición se emitió el 4 de septiembre en Granada Television por la emisión de un partido de fútbol.